# Pruchten
Pruchten est une commune d'Allemagne, située dans l'arrondissement de Poméranie-Occidentale-Rügen du Land de Mecklembourg-Poméranie-Occidentale.

## Localisation
Le village de Pruchten se trouve sur la route qui mène de Zingst et de Prerow à la presqu'île de Darss-Fischland.